# Lionel Charbonnier
Lionel André Michel Charbonnier (* 25. Oktober 1966 in Poitiers) ist ein französischer Fußballtrainer und ehemaliger Fußballspieler. Er spielte auf der Position des Torwarts.
Charbonnier spielte seit 1987 für die AJ Auxerre, mit denen er in der Saison 1995/96 französischer Meister und Pokalsieger wurde. Nach insgesamt elf Spielzeiten bei Auxerre wechselte er 1998 zu den Glasgow Rangers nach Schottland. Dort gewann er in seiner ersten Saison (1998/99) das Triple aus Meisterschaft, Ligapokal und FA-Cup. 2001 wechselte Charbonnier in die Schweiz und spielte noch eine Saison beim FC Lausanne, bevor er seine aktive Karriere beendete.
Charbonnier wurde 32-mal in die französische Nationalmannschaft berufen, kam aber lediglich einmal zum Einsatz (1997). Er gehörte auch zum französischen Kader bei der Heim-WM 1998 und wurde Weltmeister, ohne ein einziges Spiel bestritten zu haben.
Nach seiner aktiven Karriere begann Charbonnier ab 2002 als Trainer und Manager zu arbeiten, sowohl für Vereins- als auch für Nationalmannschaften.

## Erfolge und Auszeichnungen
- Weltmeister 1998 (als Spieler)
- Ritter der Ehrenlegion 1998